# Vincetoxicum floribundum
Vincetoxicum floribundum är en oleanderväxtart som beskrevs av Carl Ernst Otto Kuntze. Vincetoxicum floribundum ingår i släktet tulkörter, och familjen oleanderväxter. Inga underarter finns listade i Catalogue of Life.